# Carlos Coutinho
Carlos Alberto da Silva Coutinho (Santa Marta de Penaguião, Fornelos, 22 de Agosto de 1943) é um jornalista e escritor português.

## Biografia
Carlos Coutinho fez a Guerra Colonial em Moçambique como enfermeiro militar de neuropsiquiatria, nos anos de 1966 a 1969.
Militante do PCP, foi operacional da Acção Revolucionária Armada (ARA), organização responsável por vários atentados contra objectivos militares e policiais durante o regime fascista. Nesta organização em que ingressou em 1970, utilizava o pseudónimo de "Meneses", tendo participado em diversas acções, como o corte de telecomunicações, corte da rede eléctrica nos anos de 1971 e 1972, rebentamento de cargas explosivas e parcial destruição do navio Cunene que transportava armamento para a Guerra Colonial em 26 de Outubro de 1970, ao lado de Gabriel Pedro, destruição de 17 helicópteros e 11 aviões na Base Aérea de Tancos em 6 de Março de 1971 e destruição parcial da Escola Técnica da PIDE em 21 de Novembro de 1970. Em consequência das suas acções políticas, foi preso pela Pide na prisão do Forte de Caxias, desde 22 de Fevereiro de 1973 até ao 25 de Abril de 1974.
Trabalhou em vários jornais, tendo começado como arquivista e seguidamente passado a redactor no jornal O Século em 1971 e um dos fundadores de O Diário. Fez também parte da direcção do Sindicato dos Jornalistas no biénio de 1981/1982. Distinguiu-se como dramaturgo. Autor de uma dezena de títulos no teatro, na ficção e na crónica jornalística, tem várias das suas obras traduzidas em espanhol, valenciano, inglês, alemão, italiano, russo e húngaro.  Algumas das suas peças foram incluídas em antologias  como Stucke aus Portugal (Alemanha), Az Aranykezu Csavargó (Hungria) e Teatro Portughese del XX Secolo (Itália).

## Obras
- O Herbicida (1972)
- A Última Semana Antes da Festa (1974)
- Teatro de Circunstância (1975)
- A Estratégia do Cinismo; seguida de O Jantar do Comissário (teatro) (1977)
- Recordações da Casa dos Mortos (1975)
- No País da Alegria (1976)
- O Depoimento da Família Martins seguido de Homem Certo em Casa Certa (2011)
- Uma Noite na Guerra (novela) (1978)
- O que Agora Me Inquieta (novela) (1985)
- Os Duros Dias (novelas) (2001)